# Gustavo Cañizares
Gustavo Adolfo Cañizares Rocamora (Dolores, Alicante, España, 31 de agosto de 1973), conocido como Cañizares, es un exfutbolista español que jugaba de centrocampista.

## Clubes
| Club                            | País   | Año       |
| ------------------------------- | ------ | --------- |
| Girona F. C.                    | España | 1992-1993 |
| F. C. Barcelona "C"             | España | 1993-1994 |
| Club Gimnàstic de Tarragona     | España | 1994-1995 |
| C. F. Fuenlabrada               | España | 1995-1997 |
| Deportivo Alavés                | España | 1997      |
| Málaga C. F.                    | España | 1998      |
| Talavera C. F.                  | España | 1998-1999 |
| Real Sporting de Gijón          | España | 1999-2001 |
| Universidad de Las Palmas C. F. | España | 2001      |
| Xerez C. D.                     | España | 2001-2004 |